# Felsőtold
Felsőtold is een plaats (község) en gemeente in het Hongaarse comitaat Nógrád. Felsőtold telt 175 inwoners (2001).